# Nola saalmuelleri
Nola saalmuelleri är en fjärilsart som beskrevs av De Toulgoët 1961. Nola saalmuelleri ingår i släktet Nola och familjen trågspinnare. Inga underarter finns listade i Catalogue of Life.